# 蒙蒂廖蒙费拉托
蒙蒂廖蒙费拉托（義大利語：Montiglio Monferrato），是意大利阿斯蒂省的一个市镇。总面积27平方公里，人口1716人，人口密度63.6人/平方公里（2009年）。ISTAT代码为005121。